# William Suff
William Lester Suff, nato Bill Lee Suff (Torrance, 20 agosto 1950), è un assassino seriale statunitense, soprannominato il Killer delle prostitute del Riverside e Killer di Lake Elsinore.

## Biografia

### Primi crimini
Nel 1974, una giuria del Texas condannò Suff e la sua moglie di allora, Teryl, per aver picchiato a morte il figlio di due mesi.  La Corte d'appello del Texas successivamente ribaltò la sentenza di condanna di Teryl ma confermò quella di Suff nel caso Suff v. State del 1976, perché non sussistevano sufficienti prove per condannarla per aver avuto un ruolo primario nella morte del figlio. Suff fu condannato a 70 anni in un carcere del Texas, ma ne scontò solo 10 prima della sua libertà condizionata concessagli nel 1984.

### Omicidi
Suff successivamente stuprò, accoltellò, strangolò e a volte mutilò 12 o più prostitute nella Contea di Riverside, iniziando nel 1986. Il 9 gennaio 1992 Suff fu arrestato ad un controllo del traffico di routine.
Descritto come un uomo solitario dai modi gentili, Suff lavorava come impiegato di magazzino che presumibilmente consegnava delle provviste alla task force che investigava su di lui. Gli piaceva impersonare poliziotti e cucinare chili con carne ai picnic di ufficio. È ritenuto probabile che utilizzò il seno di una delle sue vittime in un chili, che vinse il premio "Riverside County Employee Chili Cookoff". Stava anche scrivendo un libro sui cani selvatici e letali.

### Processo
Il 19 luglio 1995, una giuria della Contea di Riverside giudicò Suff colpevole per l'omicidio di 12 donne e il tentato omicidio di un'altra, nonostante la polizia lo ritiene responsabile per circa 22 omicidi.  Durante la fase processuale che seguì, l'accusa  presentò prove che collegavano Suff all'omicidio di una prostituta nel 1988 a San Bernardino e prove che avesse violentato la figlia di tre mesi che aveva avuto con la sua seconda moglie, nonostante la sua precedente condanna per aver ucciso sua figlia con pena scontata in Texas. Il 17 agosto 1995, dopo soli 10 minuti, la giuria giudicò Suff colpevole per 12 omicidi. Il 26 ottobre 1995, il tribunale di prima istanza seguì le indicazioni della giuria e condannò Suff alla pena di morte. Suff è attualmente detenuto nel braccio della morte nel carcere di San Quintino.

## Libro
Nel libro del 1997 Cat and Mouse - Mind Games With A Serial Killer, pubblicato dalla Dove Books, Suff incontrò l'autore Brian Alan Lane e raccontò la sua storia. Il libro include delle brevi storie e poesie scritte da Suff e foto di alcune sue vittime.